# لوسيانا دوس سانتوس
لوسيانا دوس سانتوس (بالبرتغالية: Luciana Alves dos Santos) هي منافسة ألعاب القوى برازيلية، ولدت في 10 فبراير 1970 في ايليوس في البرازيل.

## وصلات خارجية
- لوسيانا دوس سانتوس على موقع الاتحاد الدولي لألعاب القوى (الإنجليزية)
- لوسيانا دوس سانتوس على موقع اللجنة الأولمبية الدولية (الإنجليزية)
- لوسيانا دوس سانتوس على موقع أوليمبيديا (الإنجليزية)